# Station Limay
Station Limay is een spoorwegstation aan de spoorlijn Paris-Saint-Lazare - Mantes-Station via Conflans-Sainte-Honorine. Het ligt in de Franse gemeente Limay 45 km ten westen van het centrum van Parijs. Het station ligt op kilometerpunt 54,163 van de spoorlijn Paris Saint-Lazare - Mantes-Station via Conflans.
Het station wordt aangedaan door treinen van Transilien lijn J tussen Paris Saint-Lazare en Mantes-la-Jolie, die tot Limay over de noorderoever van de Seine rijden. Dezelfde lijn, maar van de SNCF naar Le Havre, steekt in Lamay de Seine over naar Mantes-la-Jolie.

## Vorig en volgend station
| Richting        | Vorig station  | Lijn    | Volgend station     | Richting           |
| --------------- | -------------- | ------- | ------------------- | ------------------ |
| Mantes-la-Jolie | Mantes-Station | Trans J | Issou - Porcheville | Paris Saint-Lazare |